# フランツ・クレン
フランツ・クレン （Franz Krenn、1816年2月26日 - 1897年7月18日）は、オーストリアの作曲家、音楽教師。

## 生涯
オーストリア帝国ドロスの生まれ。ウィーンでイグナツ・クサヴァー・フォン・ザイフリートに師事した。ウィーンの様々な教会でオルガニストを務めた後、1862年に宮廷礼拝堂の楽長に就任した。1869年から1893年には、ウィーン音楽院で作曲、和声学、対位法を教えた。彼は29曲のミサ曲、カンタータ、オラトリオ、レクイエム、合唱曲、独唱曲、オルガン作品、ピアノ作品や交響曲を作曲した。
グスタフ・マーラーやレオシュ・ヤナーチェクの師として知られている。
1897年にオーストリア、ザンクト・アンドレにて逝去。